# هنري روسيل
هنري روسيل (بالفرنسية: Henry Roussel)‏ (و. 1875 – 1946 م) هو مخرج سينمائي، وكاتب سيناريو، وممثل، من فرنسا، ولد في باريس، توفي في باريس، عن عمر يناهز 71 عاماً.

## أعمال بارزة
من أهم أعماله:
- Fun in the Barracks
- La Bête Humaine.

## وصلات خارجية
- هنري روسيل على موقع IMDb (الإنجليزية)
- هنري روسيل على موقع ألو سيني (الفرنسية)
- هنري روسيل على موقع أول موفي (الإنجليزية)
- هنري روسيل على موقع قاعدة بيانات الأفلام السويدية (السويدية)
- هنري روسيل على موقع قاعدة بيانات الفيلم (الإنجليزية)
- هنري روسيل على موقع كينوبويسك (الروسية)